# 거문대교
거문대교(巨文大橋)는 여수시 삼산면 거문도의 서도와 동도를 잇는 사장교이다. 교량 길이는 560m이며 연결 도로까지 합하면 1.72km가 된다. 거문도의 가장 큰 두 섬인 서도와 동도를 이어주는 역할을 하며 2010년 10월 22일에 기공식을 가진 후 2015년 9월 18일에 개통했다. 건설 당시에는 거문교라고도 불렸다.

## 개요
거문도를 구성하고 있는 세 섬인 고도, 동도, 서도는 서로 연결되어 있지 않다가 1991년 고도와 서도를 잇는 길이 250m의 삼호교가 개설되었다. 그러나 가장 큰 두 섬인 서도와 동도는 서로 연결되어 있지 않아 배를 타고 이동해야 하는 불편함이 있었다. 이를 해결하기 위해 행정안전부가 추진하는 제3차 도서종합개발 10개년 계획에 이 다리를 건설하는 계획이 포함되었고 2010년 10월 22일 교량 건설 기공식이 열렸다. 교량 설계는 산하종합기술에서 맡았으며, 주탑 기초를 건설할 때는 이순신대교에서 사용된 공법을, 상부 구조물을 설치할 때는 FCM 공법을 적용했다.

## 효과
이 다리의 개통으로 인해 거문도를 구성하는 세 섬이 모두 연결되었다. 또한 서도와 동도의 접근성이 높아짐에 따라 거문도 일대의 관광이 활성화될 것으로 전망했다.

## 연혁
- 2010년 10월 22일 : 착공
- 2015년 9월 18일 : 거문대교 개통